# Teklivka, Ovruci
Teklivka (în ucraineană Теклівка) este un sat în comuna Hlupleanî din raionul Ovruci, regiunea Jîtomîr, Ucraina.

## Demografie
Componența lingvistică a localității Teklivka
     Ucraineană (98%)
     Rusă (2%)
Conform recensământului din 2001, majoritatea populației localității Teklivka era vorbitoare de ucraineană (98%), existând în minoritate și vorbitori de rusă (2%).